# Mirosław Małek
Mirosław Małek (Rybnik, 9 de marzo de 1975) es un deportista polaco que compitió en vela en la clase Mistral. Ganó una medalla de plata en el Campeonato Europeo de Mistral de 1997.

## Palmarés internacional
| \| Campeonato Europeo \| Campeonato Europeo \| Campeonato Europeo \| Campeonato Europeo \| \| Año \| Lugar \| Medalla \| Clase \| \| ------------------ \| ------------------ \| ------------------ \| ------------------ \| \| 1997 \| Murcia (España) \| Medalla de plata \| Mistral \| |                 |                  |         |
| Campeonato Europeo |                 |                  |         |
| Año | Lugar           | Medalla          | Clase   |
| 1997 | Murcia (España) | Medalla de plata | Mistral |